# Гоник, Владимир Семёнович
Влади́мир Семёнович Го́ник (род. 2 августа 1939 года, Киев) — журналист, режиссёр, сценарист, писатель. По первой профессии военный врач. Окончил с отличием (красный диплом) институт кинематографии (ВГИК). Широко известен как автор романов «Грешное лето» (о современных ведьмах и глубинной русской этнографии), «Преисподняя», действие которого разворачивается в подземной Москве, «Оркестр» (о малоизвестных событиях от Второй мировой войны до наших дней, повлиявших на ход мировой и отечественной истории).
В 2021 году в Великобритании вышел английский перевод романа «Оркестр».

## Биография
Владимир Семёнович Гоник родился 2 августа 1939 года в Киеве.
- 1963 — окончил Рижский медицинский институт;Был призван в армию.
- 1957 — начал печататься в красноярской молодёжной газете;
- 1970 — окончил сценарный факультет ВГИКа.
- 1978 — стал членом Союза кинематографистов СССР.
- 1992 — стал членом Союза писателей Москвы.

Владимир Семёнович был рабочим литейного цеха, санитаром, моряком на судах дальнего плавания; по окончании медицинского института — военным врачом; впоследствии работал со сборными СССР по разным видам спорта.
Он публиковал свою прозу в журналах: «Новый Мир», «Октябрь» (1991 год, № 4).
Произведения Владимира Гоника были переведены и изданы в:
- Болгарии,
- Великобритании,
- Венгрии,
- Германии,
- Израиле,
- Италии,
- Польше,
- США,
- Чехословакии.

### Творчество

#### Фильмография
По сценариям Владимира Гоника были поставлены кинофильмы:
| Год  | Название фильма            | Режиссёр        | Примечание                                              |
| ---- | -------------------------- | --------------- | ------------------------------------------------------- |
| 1971 | «Первая дорога»            | Гизо Габескирия | короткометражный, по рассказу В. Гоника «Медовый месяц» |
| 1977 | «Медовая неделя в октябре» |                 | короткометражный                                        |
| 1978 | «Пятое время года»         | О. Д. Никитин   |                                                         |
| 1979 | «След на земле»            | Н. Б. Бирман    |                                                         |
| 1988 | «Грешник»                  | В. М. Попков    |                                                         |
| 1990 | «Живая мишень»             | М. Н. Айзенберг |                                                         |
| 1991 | «Семьянин»                 | С. П. Никоненко |                                                         |

- и другие.

#### История создания романа «Преисподняя»
Весной 1992 года отрывок романа Преисподняя (роман) был опубликован еженедельником «Совершенно секретно». Летом 1992 года литературно-публицистический журнал «Юность» опубликовал роман в сокращённом виде (№ 6—8. С. 66—95). В интервью корреспонденту газеты «КоммерсантЪ» в 1993 году на презентации своей книги писатель сказал, что роман был создан на основе собранных лично им за двадцать лет сведений о бункерах и связывающих их линиях секретного метро (Д-6). По словам автора, он писал роман с 1973 по 1986 год, причём некоторые сведения о трассировках прохождения спецтоннелей и расположении спецобъектов в тексте романа умышленно искажал. Эти сведения Гоник собирал, работая военным врачом в закрытом подразделении Министерства Обороны, На свой страх и риск он в одиночку исследовал исторические и современные подземные системы Москвы. Культовый роман «Преисподняя» стал основанием и толчком для возникновения и развития подземных увлечений нескольких поколений людей в Москве и по всему миру.
После выхода романа в свет в 1992—1993 годах, тему подземных исследований и секретных объектов Москвы широко и разносторонне поднимали в своих публикациях зарубежные и российские СМИ, в частности, "[называя эти подземные объекты «Метро-2», термин, введённый в обиход Владимиром Гоником.

### Личная жизнь
- Женат;
- 2 дочери:
  - Татьяна и
  - Екатерина (род. 12.09.1980)

## Призы и награды
1999 — Лауреат конкурса киносценариев «Зеркало» (за сценарий «Жребий»)
Всего 7 национальных и международных премий за лучший сценарий, в том числе премия на фестивалях кинодраматургии в Лос-Анджелесе и Нью-Йорке.